# 滝山村
滝山村（たきやまむら）は、かつて山形県南村山郡にあった村。

## 沿革
- 1889年（明治22年）4月1日 - 町村制施行に伴い、南村山郡小立村・前田村・平清水村・岩波村・八森村・土坂村・神尾村・青田村・中桜田村・上桜田村・本木村の区域をもって滝山村が発足。
- 1954年（昭和29年）10月1日 - 山形市に編入。同日滝山村廃止。